# نیکتیسبوس لینگلوم
نیکتیسبوس لینگلوم (نام علمی: Nycticebus linglom) نام یک گونه از سرده چشم‌گرد تنبل است.